# بوب روبسون (لاعب كرة قدم)
بوب روبسون (بالإنجليزية: Bob Robson) (11 يونيو 1957 بسانت لويس في الولايات المتحدة - 28 أبريل 1988 بسانت لويس في الولايات المتحدة) هو لاعب كرة قدم أمريكي في مركز حراسة المرمى. لعب مع أتلانتا تشيفز وسَانت لويس ستيمرز ‏.